# Ampelocalamus mianningensis
Ampelocalamus mianningensis là một loài thực vật có hoa trong họ Hòa thảo. Loài này được (Q.Li & Xin Jiang) D.Z.Li & Stapleton mô tả khoa học đầu tiên năm 1996.